# Bayasgalangiin Garidmagnai
Bayasgalangiin Garidmagnai (tiếng Mông Cổ: Баясгалангийн Гарьдмагнай; sinh ngày 17 tháng 9 năm 1985 tại Ulaanbaatar) là một cầu thủ bóng đá chuyên nghiệp hiện đang chơi ở vị trí tiền vệ cho câu lạc bộ Deren FC ở giải Mongolia Premier League. Anh là đội trưởng đội tuyển bóng đá quốc gia Mông Cổ.